# Saires-la-Verrerie

Saires-la-Verrerie este o comună în departamentul Orne, Franța. În 1 ianuarie 2022 avea o populație de 296 de locuitori.